# ليانكو إيفانجليستا فوجنوفيتش
ليانكو إيفانجليستا فوجنوفيتش (بالبرتغالية: Lyanco Vojnovic‏) (1 فبراير 1997 بفيتوريا، البرازيل في البرازيل - ) هو لاعب كرة قدم برازيلي في مركز الدفاع. شارك مع منتخب صربيا تحت 19 سنة لكرة القدم ومنتخب البرازيل تحت 20 سنة لكرة القدم. أما مع النوادي، فقد لعب مع نادي ساو باولو ونادي ساوثهامبتون نادي الغرافة.

## روابط خارجية
- ليانكو فوينوفيتش على موقع الاتحاد الأوربي (الإنجليزية)
- ليانكو فوينوفيتش على موقع قاعدة بيانات كرة القدم.إي يو (الإنجليزية)
- ليانكو فوينوفيتش على موقع ليكيب (الفرنسية)
- ليانكو فوينوفيتش على موقع Soccerbase.com (لاعب) (الإنجليزية)
- ليانكو فوينوفيتش على موقع Soccerway.com (الإنجليزية)
- ليانكو فوينوفيتش على موقع عالم كرة القدم.نت (الإنجليزية)
- ليانكو فوينوفيتش على موقع AS.com (الإسبانية)